# Vargem Grande do Sul
Vargem Grande do Sul is een gemeente in de Braziliaanse deelstaat São Paulo. De gemeente telt 39.160 inwoners (schatting 2009).

## Aangrenzende gemeenten
De gemeente grenst aan Aguaí, Águas da Prata, Casa Branca, Itobi, São João da Boa Vista en São Sebastião da Grama.